# Луна, Алекс (футболист)
Алекс Науэль Луна (исп. Alex Nahuel Luna; род. 31 марта 2004, Рафаэла) — аргентинский футболист полузащитник клуба «Индепендьенте».

## Клубная карьера
Луна — воспитанник клубов 9 июля и «Атлетико Рафаэла». 7 декабря 2020 года в матче против «Тигре» он дебютировал в Примера B Насьональ в составе последних. 15 ноября 2021 года в поединке против «Атлетико Браун» Алекс забил свой первый гол за «Атлетико Рафаэла». В начале 2024 года Луна на правах аренды перешёл в «Индепендьенте». 31 января в матче против «Велес Сарсфилд» он дебютировал в аргентинской Примере.